# Mnichovo Hradiště
Mnichovo Hradiště város Csehországban, a Mladá Boleslav-i járásban.  Lakosainak száma 8950 fő (2024. január 1.).

## Fekvése
Mnichovo Hradiště Boseň, Březina, Bakov nad Jizerou, Chocnějovice, Loukovec, Jivina, Klášter Hradiště nad Jizerou, Kněžmost, Mohelnice nad Jizerou és Ptýrov településekkel határos.

## Népesség
A település lakosságának változását az alábbi diagram mutatja:
| Lakosok száma | 5493 | 5918 | 6393 | 5733 | 8009 | 8393 | 8588 | 8729 | 8711 | 8950 |
|               | 1869 | 1890 | 1921 | 1950 | 1980 | 2001 | 2017 | 2019 | 2022 | 2024 |

## Híres személyek
- Itt született 1767-ben Franz von Koller osztrák katona, diplomata.